# Palcoscenico

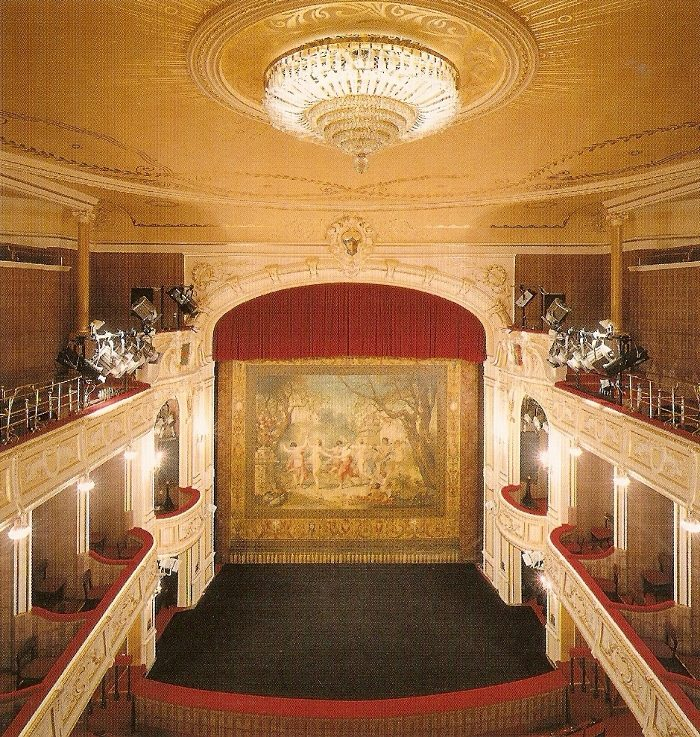
Il palcoscenico del Teatro Polacco di Bielsko-Biała.

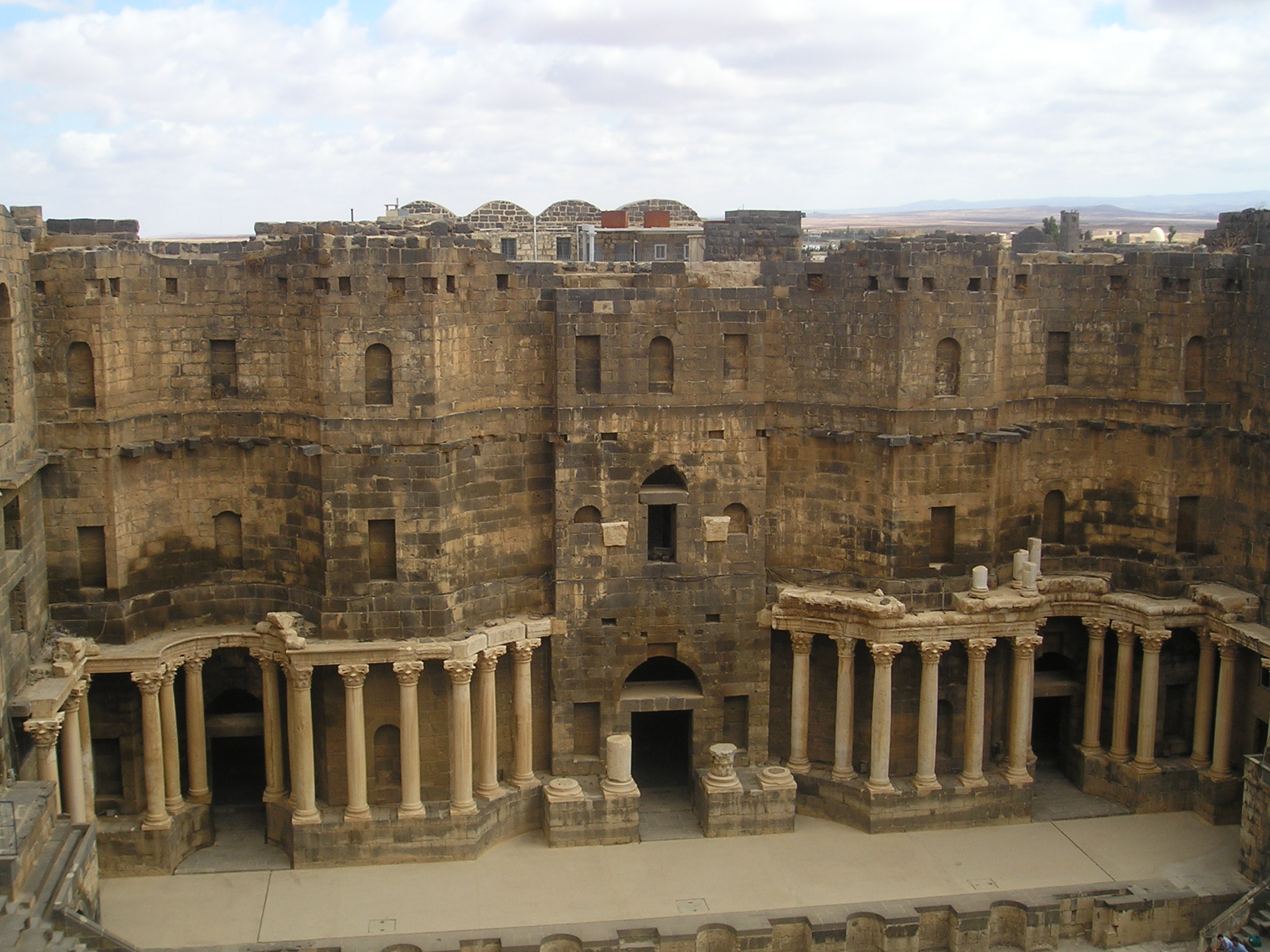
Il palcoscenico del teatro romano di Bosra, Siria.

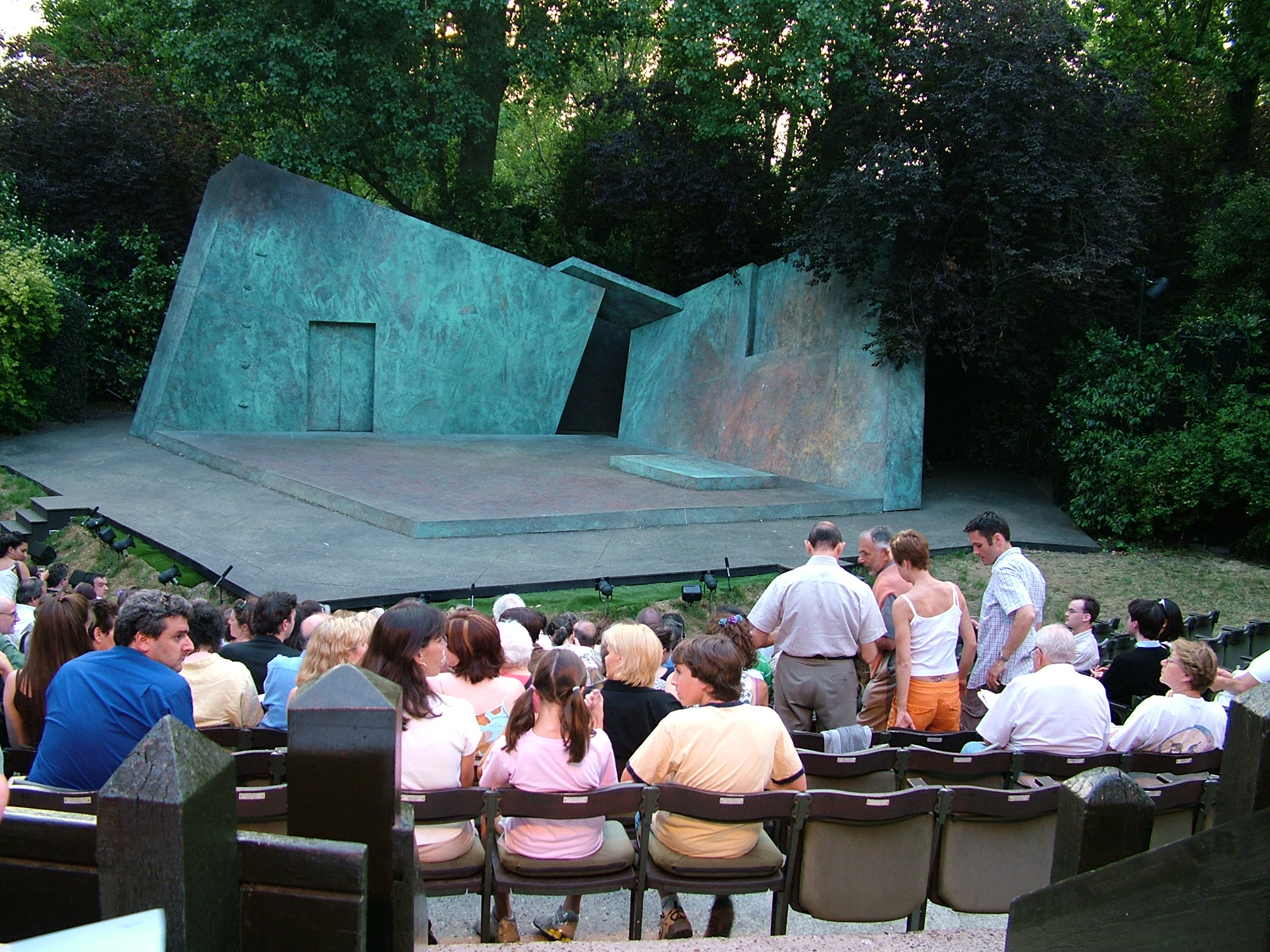
Un palcoscenico all'aperto nel Regent's Park di Londra.

Il palcoscenico (o palco) è la parte dell'edificio teatrale che ospita l'azione scenica. È riservata ai tecnici e agli attori. Comunica con la sala mediante il boccascena, dove ha sede il sipario o velario, oltre il quale sporge il proscenio, delimitato dalla ribalta.
Ha le stesse dimensioni della soffitta essendo delimitato dai medesimi muri.

## Caratteristiche
Le principali componenti sono:
- Il piano scenico, costruito con tavole di legno, leggermente inclinato in avanti per motivi di visibilità; i teatri italiani possono avere una pendenza (declivio) variabile da 2,50 cm a 5 cm per metro lineare; il piano scenico può essere fisso, elevabile o girevole. Può essere attrezzato di botole che permettono facile accesso al sottopalco. Vi si svolgono in gran parte il montaggio e lo smontaggio delle scene e vi recitano gli attori.

- Il sottopalco, sede di congegni, argani, che azionano gli eventuali ponti elevabili e i girevoli; a mezzo di scale e attraverso botole, gli attori o altro personale tecnico possono salire al piano palcoscenico per effetti scenici o per motivi tecnici; con un movimento contrario gli attori possono sparire dal piano palcoscenico e uscire di scena calandosi di sotto. È usato anche come luogo di servizio.

- Il retropalco, lo spazio in fondo al palcoscenico dove si completa il montaggio e lo smontaggio; solitamente è un luogo di servizio dove spesso trovano posto camerini e sartoria. È possibile anche trovarvi un accesso all'esterno, un grande portone che consente le operazioni di scarico e carico delle scenografie e di tutti i cassoni contenenti materiali necessari allo spettacolo.

- La soffitta o torre scenica, si sviluppa in verticale sopra il piano scenico; a mezzo di ballatoi o di ponti volanti è possibile raggiungere la sua parte più alta, cioè la graticcia per mettere a punto i tiri (corde di canapa) che sostengono sia le scenografie che le americane delle luci.

Lo spazio scenico è delimitato (traguardato), in orizzontale da quinte armate, o telette, in verticale da cieli o arie o soffitti, in fondo dal fondale.
Un sempre più crescente gusto per la spettacolarità ha contribuito non poco all'evolversi della scenotecnica: il palcoscenico si è via via arricchito di meccanismi e ingranaggi per consentire funzionali trucchi ed effetti scenici, e per meglio organizzare e velocizzare i cambi di scena.

## Storia
Il palcoscenico nasce con la costruzione degli antichi teatri romani.

### Teatro greco
Non esiste un corrispettivo di palcoscenico nel teatro greco: l'azione scenica si svolgeva infatti nell'orchestra, lo spazio semicircolare delimitato dalle gradinate. Successivamente, con l'introduzione della skené, l'edificio scenico nella parte posteriore dell'orchestra, l'azione scenica risulta divisa in due spazi: mentre l'elemento verbale viene relegato alla skené, è nell'orchestra che il Coro, attraverso il canto e la danza, si esprime.

### Teatro romano
Con l'introduzione del proscenio (proscaenium) come elemento architettonico in epoca romana, gli attori possedevano un luogo unico dove rappresentare l'azione scenica grazie alla scomparsa del coro. Il palcoscenico era costituito spesso in pietra, solo saltuariamente in legno. Poteva essere dotato di una botola.

### Teatro medievale
Il teatro medievale spostò le rappresentazioni lontano dai luoghi deputati, per cui le prime costruzioni di palcoscenici si ebbero principalmente ad opera di confraternite che si incaricarono di preparare gli allestimenti per gli spettacoli. Principalmente venivano costruiti con assi di legno, e la loro disposizione era differente a seconda della rappresentazione: per dare continuità spaziale alla stessa, infatti, i palcoscenici erano spesso disposti in circolo o in linea retta, ed ognuno di essi afferiva ad una mansiones. Quest'ultima altro non era che una specie di "tappa" del dramma rappresentato, sulla scia delle tappe della Via Crucis, cui i drammi liturgici facevano riferimento.